# 集賢環保公園

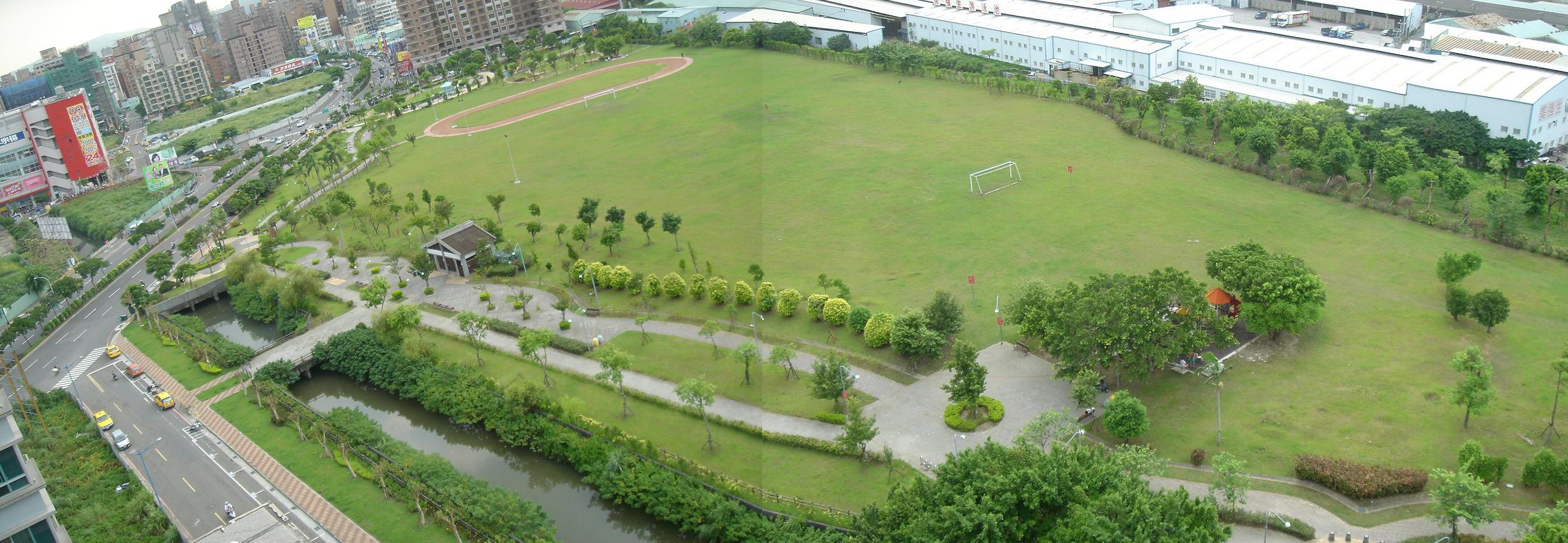
鳥瞰集賢環保公園與三重市自然公園

集賢環保公園與三重區自然公園是相鄰的一整片綠地，位於三重區集賢路五華街口，緊鄰溪美大排，並介於三重區與蘆洲區交界處，其中環保公園佔地約3.69公頃，自然公園佔地1.06公頃，合計4.75公頃，大於三重區綜合體育場，是新北市三蘆地區市區範圍內最大的綠地，並將成為三蘆地區的中央公園。
因公園為環狀線北環段北機廠用地，目前因捷運機廠開工而暫時關閉，預計於2029年完工後開放。

## 歷史演變
三重區自然公園原本即為三重市區內規畫的三號公園，緊鄰溪美大排，興建於1994年5月，目前仍由新北市政府管轄，尚未交由三重區公所管轄。
集賢環保公園這塊地原規劃要興建垃圾轉運站及變電所，但此處為重陽重劃區，因當地居民發出反對聲浪，且當地居民缺乏運動空間，三重區公所反映眾多里民多次陳情反應，最後決定整頓這塊地，地面層的綠地成為運動休閒場所，地下層為密閉空間，三重市公所保證在零污染下才會興建負壓式地下垃圾轉運站，其中變電所一案，經附近居民於2008年8月5日透過立法委員李俊毅協調，台電於2008年8月28日以輸電字第09708004601回函答覆暫停仁義變電所工程及電纜管路工程等相關作業。垃圾轉運站一案，三重自2010年起實施垃圾處理費隨袋徵收後，垃圾處理量已經大量減少，新北市府會以垃圾直送八里焚化爐為長遠考量進行規劃。集賢環保公園於2009年正式開始闢建，歷經110個工作天於2010年1月底完工，經驗收完畢後於3月20日啟用。
2018年7月20日，集賢環保公園整建完成，新建了「鯨魚兒童遊戲場」。
2022年3月3日，由雙北首長侯友宜與柯文哲於此公園共同主持環狀線北環段CF680C區段標北機廠開工動土典禮，將在此公園興建長約390公尺，最寬約120公尺的地下三層捷運機廠。而公園也因施工而暫時關閉，預計於2029年完工後開放。

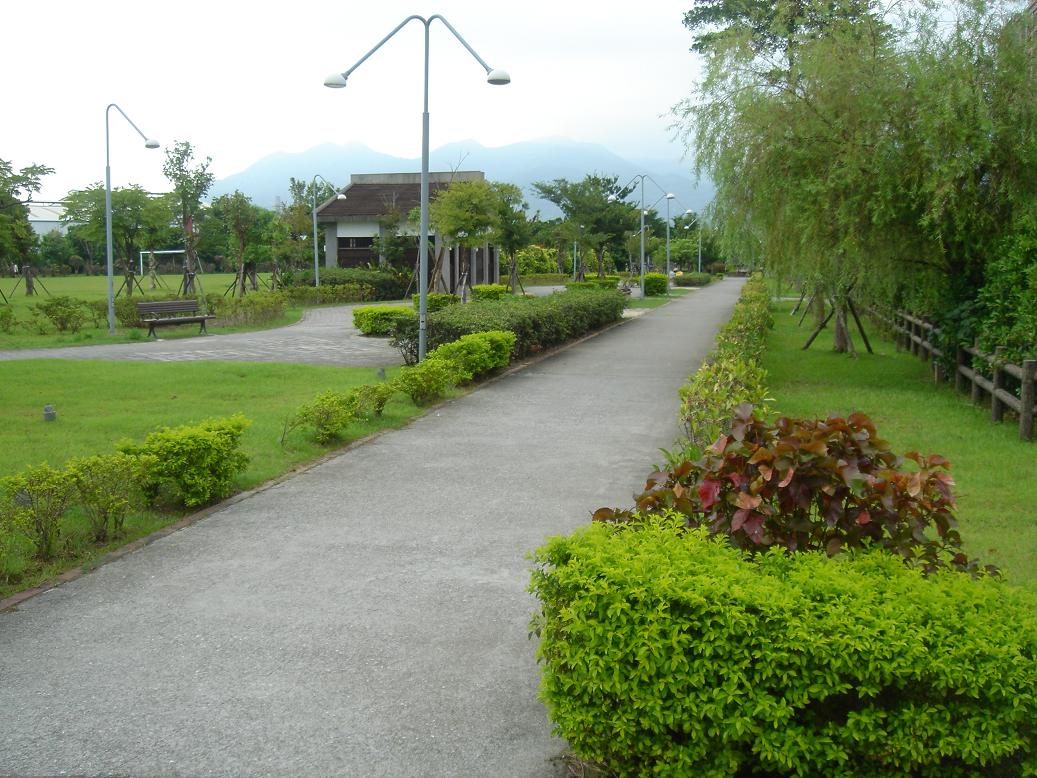
三重區自然公園園路盡頭可見陽明山

## 設施

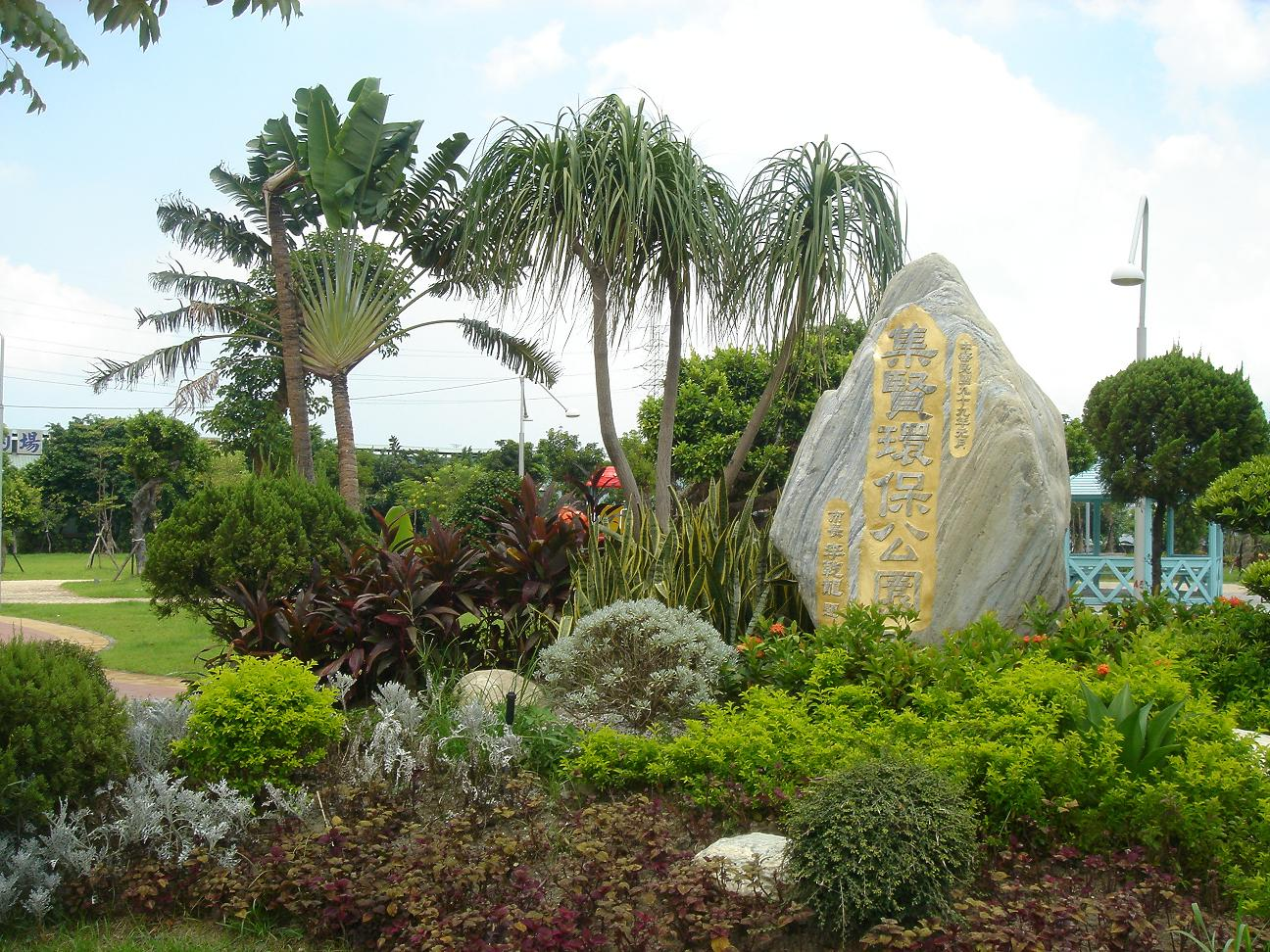
集賢環保公園的公園石碑小型造景區

- 集賢環保公園
  - 運動設施
    - 籃球場
    - 紅土跑道
    - 槌球場
    - 足球場

  - 休閒散步區
    - 組合遊具
    - 體健設施

  - 公園石碑小型造景區[4]
  - 鯨魚兒童遊戲場
    - 沙坑
    - 鳥巢鞦韆
    - 坐式滑索
    - 溜索
    - 一般鞦韆
    - 磨石溜滑梯

- 三重區自然公園
  - 涼亭
  - 人行步道
  - 廁所[4]

## 周邊景點
- 溪美大排
- 淡水河
- 家樂福蘆洲店
- 三重碧華布街商圈
- 新北高中
- 新北市三重區五華國民小學
- 新北是三重區碧華國民中學
- 千葉火鍋(三重集賢尊爵店)
- 財政部北區國稅局三重稽徵所
- 新北市公共自行車租賃系統 (自然公園)

## 圖片集

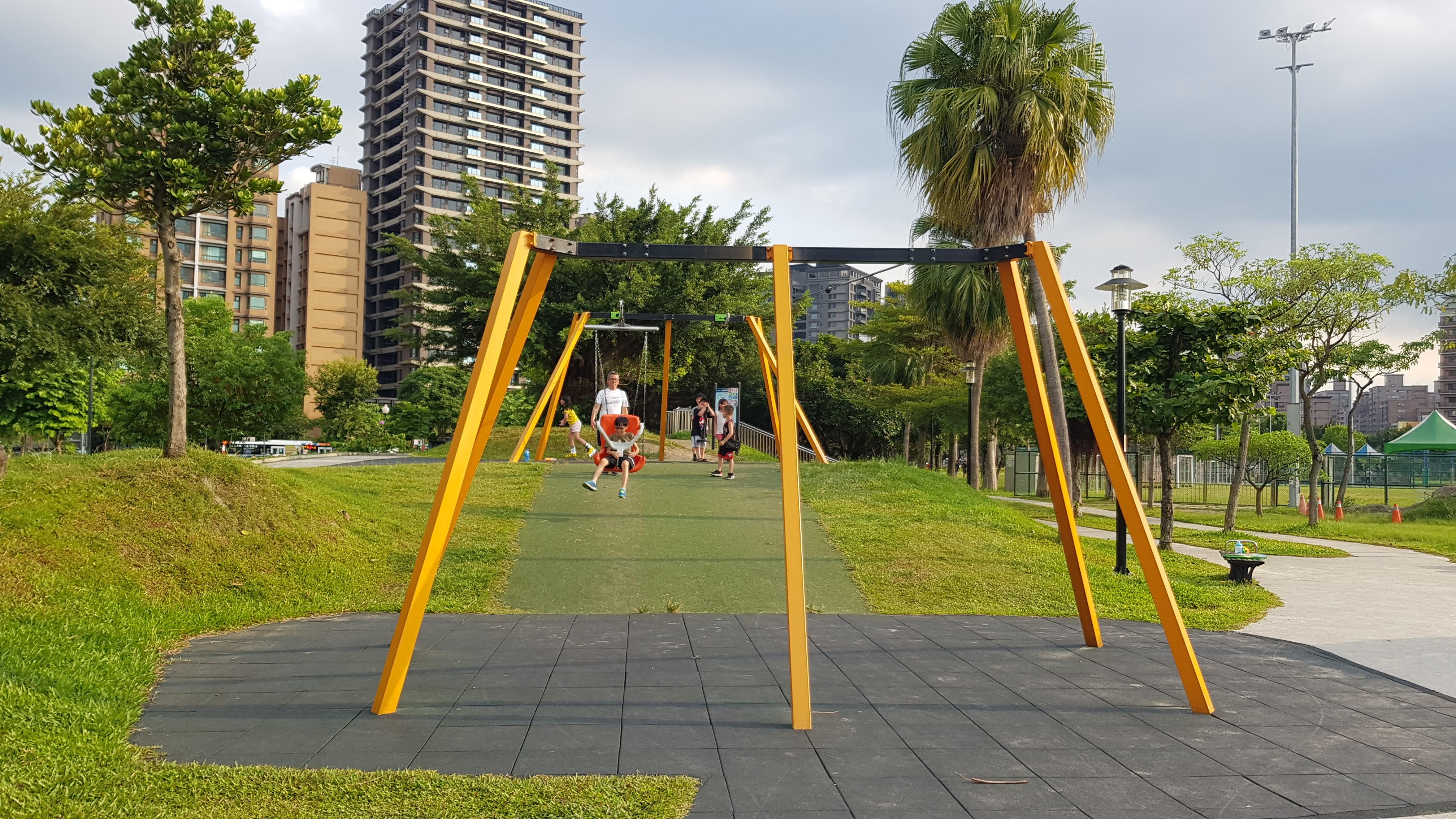
鯨魚遊戲場的滑索
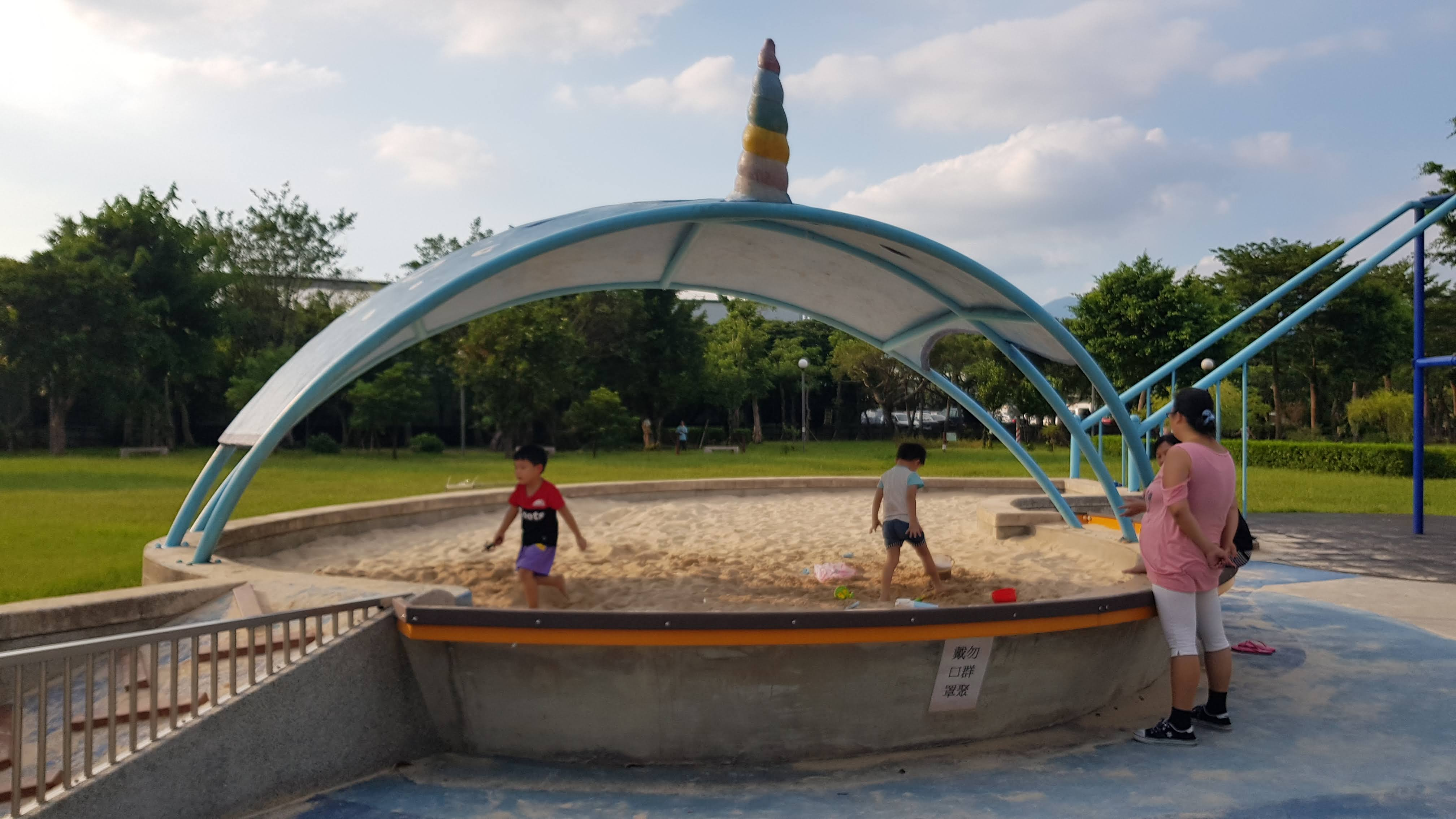
鯨魚遊戲場中的獨角鯨沙坑
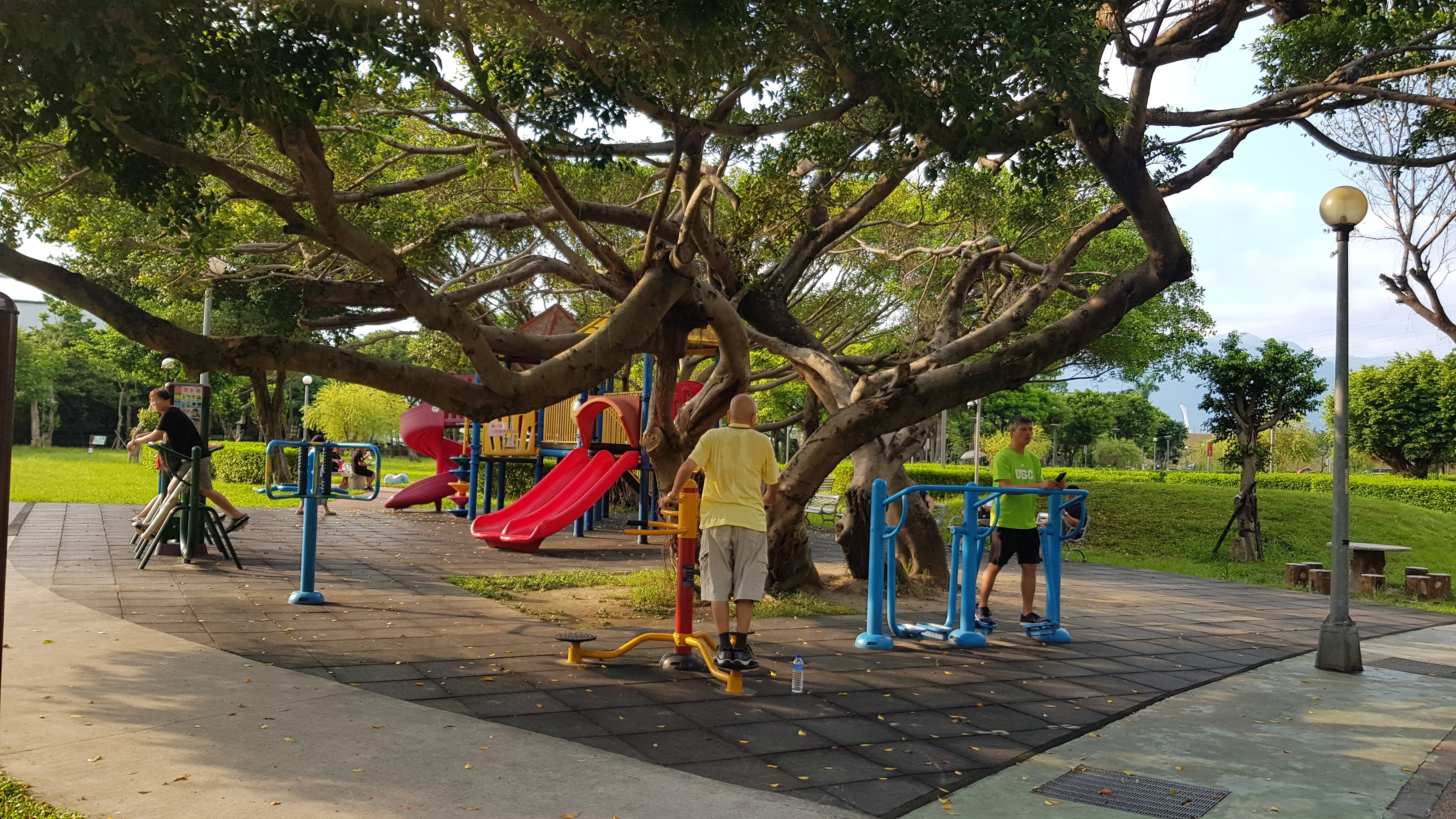
集賢公園的組合遊具